# Hrabina
Hrabina és una òpera en tres actes del compositor polonès Stanisław Moniuszko sobre un llibret escrit per Włodzimierz Wolski (qui també va escriure el llibret de l'òpera de Moniuszko Halka). Es va estrenar al Gran Teatre de Varsòvia el 7 de febrer de 1860. Tot i que l'òpera és reconeguda com la primera composició musical totalment madura de Moniuszko, el llibret va ser criticat al principi pel seu ús de tòpics.

## Personatges
- Hrabina (La Comtessa) - soprano
- El Chorąży - baix
- Bronia, la seva neta - soprano
- Kazimierz - Tenor
- El Podczaszyc - baríton
- Dzidzi, el seu nebot - tenor
- Panna Ewa (Ewa), amiga de Hrabina - soprano

## Enregistraments
L'òpera completa mai ha estat enregistrada. Per ara, l'únic enregistrament que existeix (excepte àries separades en discos de recitals) és el Polskie Nagrania CD de moments destacats de Hrabina (PNCD 643, abans en LP).